# Computermodell
Ein Computermodell ist ein mathematisches Modell, das aufgrund seiner Komplexität und/oder der hohen Anzahl von Freiheitsgraden nur mit einem Computer ausgewertet werden kann. Die Auswertung entspricht dabei meist einer angenäherten Lösung, z. B. mit Hilfe des numerischer Verfahren (Computersimulation). Es kann sich aber auch um die grafische Darstellung (Visualisierung) eines komplexen Systems handeln. Zum Beispiel in der Architektur is dies der Fall im Zusammenhang mit virtuelles Gebäudemodell (siehe dazu Computermodelle). Für die Auswertung von Computermodellen gibt es bereits unterschiedliche Simulationssoftware, wie z. B. OpenFOAM für kontinuumsmechanische Probleme.
In den meisten Fällen erfassen Computermodelle beide Aspekte der Auswertung und der Visualisierung. Es sind nicht nur die mathematischen Zusammenhänge komplex, sondern auch die Ergebnisse der Simulation erfordern Hilfsmittel aus der Computergrafik. Zudem wird in Computermodelle, die ursprünglich nur für die grafische Darstellung verwendet wurden, häufig Simulationssoftware eingebaut; so werden z. B. an Gebäudemodellen in der Architektur mehr und mehr Gebäudesimulationen vorgenommen. Einige Beispiele wären: Berechnung statischer und dynamischer Belastungssituationen, Massenermittlung, Belichtungssituation.
Bekannte und wichtige Beispiele sind:
- Atmosphärenmodelle als Grundlage der Wettervorhersage
- Klimamodelle zur Vorhersage des Klimawandels
- Agentenbasierte Modelle zur Simulation von sozialen Interaktionen in der Künstlichen Intelligenz